# Valois Mária orléans-i hercegnő
Marie d’Orléans (magyarosan Orléans-i Mária; Blois, Francia Királyság, 1457. december 19. – Mazères, Francia Királyság, 1493), Valois-házból származó francia hercegnő, XII. Lajos francia király nővére, aki Navarrai Jánossal kötött házassága révén Narbonne algrófnéja, valamint Étampes és Pardiac grófnéja.

## Élete
I. Károly orléans-i hercegnek és Mária klevei hercegnőnek, Klevei Ágnes navarrai királyné húgának a lánya, valamint XII. Lajos francia király nővére. 1476-ban feleségül ment Foix János navarrai királyi herceghez, IV. Gastonnak, Foix grófjának és I. Eleonóra navarrai királynőnek, II. Ferdinánd aragóniai király féltestvérének a harmadszülött fiához. Házasságukból két gyermek született. Anyósának, I. Eleonórának a trónra lépte (1479. január 19.) nyitott utat 1479-ben a Foix grófi ház felemelkedésének, hiszen I. Eleonóra királlyá koronázásával (1479. január 28.) a gyerekei navarrai királyi hercegek és hercegnők (vagy más néven infánsok és infánsnők) lettek, míg addig csak a grófi címet viselték apjuk, IV. Gaston, Foix grófja után. Férje, Foix János is ekkortól lett navarrai királyi herceg, és a 4. helyen állt a trónöröklési sorban az anyja, I. Eleonóra királynő trónra léptekor. A Navarrai Királyságban, az egyetlen baszk alapítású államban, a hagyományos matriarchátus továbbélésének tekinthető, hogy a nőknek kitüntetett szerep jutott, és hogy nem tekintették tragédiának, ha egy nő foglalta el a trónt. Egy hónappal később, anyósa halálakor (1479. február 12.) és idősebb sógorának, Gaston vianai hercegnek az 1470-ben bekövetkezett halála miatt az elhunyt sógora fiának, férje unokaöccsének, a szintén a Foix-Grailly-házból származó Ferenc Phoebus hercegnek a trónra léptével már férje a 3. helyre került, de Ferenc király halála (1483. január 30.) után 1483-ban, férje az unokahúgának, I. Katalinnak a trónra kerülését vitatta, bár Foix János ekkor is csak a 2. helyen állt, hiszen megelőzte ifjabb bátyja, Foix Péter bíboros.
Férje azonban vitatta a nők trónöröklési jogát a férfiakkal szemben, így önmagát tekintette Navarra jogos királyának 1483-ban, unokahúga trónra léptekor, ezért a királyságban egészen 1494-ig, I. Katalin királynő pamplonai megkoronázásáig (1494. január 12.) polgárháború dúlt. János végül 1497. szeptember 7-én Tarbes-ban, Bigorre Grófság székhelyén, amely szintén a Foix-ház birtokában volt, megegyezett unokahúgával, Katalin királynővel, és 4000 fontnyi évjáradékért elismerte unokahúga uralmát.
Mária hercegnő már nem érte meg a polgárháború végét, mert egy évvel korábban, 1493-ban még öccse trónra lépése (1498) előtt a franciaországi Mazères-ben elhunyt. Itt is temették el.
Lánya, Germána (1488/90/92–1538), akinek az első férje János nagybátyja, az anyjának, I. Eleonóra navarrai királynőnek a féltestvére, a Jánossal egykorú II. Ferdinánd aragóniai király (1452–1516) lett. Ferdinánd navarrai infáns is volt, de a Navarrai Királyság II. János navarrai és aragón király első felesége, I. Blanka navarrai királynő jogán öröklődött, és mivel Ferdinánd II. Jánosnak csak a második házasságból származott, így elvileg nem volt jogosult a navarrai trónra. Ezért 1479-ben apja halála után Navarrát Ferdinánd nővére, Eleonóra, Germána királyné apai nagyanyja örökölte. Éppen Germána jogaira hivatkozva foglalta el a Navarrai Királyságot János nagybátyja és veje, II. Ferdinánd 1512-ben, és nyerte el a navarrai királyi címet, így Foix János lánya Navarra (Felső-Navarra) királynéjává vált. Navarra jogos uralkodója, Katalin királynő a királyságának a Pireneusokon túli kis csücskébe (Alsó-Navarra) szorult vissza. A „spanyol egység” ezzel a megszállással vált teljessé. Foix János fia Gaston herceg (1489–1512) volt, aki apja halála után szintén magát tekintette Navarra jogos örökösének.
Férje halála (1500) után lánya, Germána hercegnő nagybátyja francia udvarába került, ahol a királyné, Bretagne-i Anna Germána elsőfokú unokatestvére volt, hiszen Anna francia királyné anyja János herceg középső húga, Foix Margit volt, akinek a férjét, II. Ferenc breton herceget követte Foix János az Étampes Grófság élén 1478-ban. A francia udvarban élt Foix János kisebb húgának, Foix Katalin hercegnőnek a szintén elárvult lánya, Candale-i Anna későbbi magyar királyné, akinek az apja, II. Gaston János candale-i gróf ugyancsak 1500-ban halt meg.

## Gyermekei
- Férjétől, Foix János (1457–1493) navarrai királyi hercegtől, 2 gyermek:
  - Germána (1488/90/92–1538) navarrai királyi hercegnő, 1. férje II. Ferdinánd (1452–1516) aragón király, 1 fiú, 2. férje Brandenburgi János (1493–1525) valenciai alkirály, nem születtek gyermekei, 3. férje Aragóniai Ferdinánd (1488–1550) calabriai herceg, IV. Frigyes nápolyi király és Balzo Izabella andriai hercegnő fia, nem születtek gyermekei, 1 fiú az 1. házasságából+1 természetes leány:
    - (1. házasságából): János (Valladolid, 1509. május 3. – Valladolid, 1509. május 3.), Girona hercege,[2] aragón trónörökös
    - (Házasságon kívüli kapcsolatából V. Károly (1500–1558) német-római császártól):[3] Izabella (1518–1537) kasztíliai királyi hercegnő (infánsnő)

  - Gaston (1489–1512) navarrai királyi herceg, navarrai trónkövetelő, Nemours hercege, Étampes grófja, Narbonne algrófja, francia főnemes, nem nősült meg, nem születtek gyermekei. XII. Lajos hadvezéreként a ravennai csatában esett el, jegyese Albret Anna (1492–1532) navarrai királyi hercegnő, I. Katalin navarrai királynő és III. János navarrai király elsőszülött gyermeke.